# 兵庫県道314号大川瀬吉川線
兵庫県道314号大川瀬吉川線（ひょうごけんどう314ごう おおかわせよかわせん）は、兵庫県三田市から三木市に至る一般県道である。

## 概要
三田市大川瀬から三木市吉川町渡瀬に至る。

### 路線データ
- 起点：三田市大川瀬（兵庫県道75号小野藍本線）
- 終点：三木市吉川町渡瀬（渡瀬バイパス西交差点、兵庫県道17号西脇三田線交点）
- 総延長：7.107 km

## 路線状況

### 重複区間
- 兵庫県道315号下相野森線（加東市少分谷）
- 兵庫県道316号広野永福線（三木市吉川町前田・上吉川小学校北交差点 - 三木市吉川町前田・前田交差点）

### 道路施設

#### 橋梁
- 前田橋（北谷川、三木市）
- 古川橋（北谷川、三木市）
- 高麗橋（北谷川、三木市）

## 地理

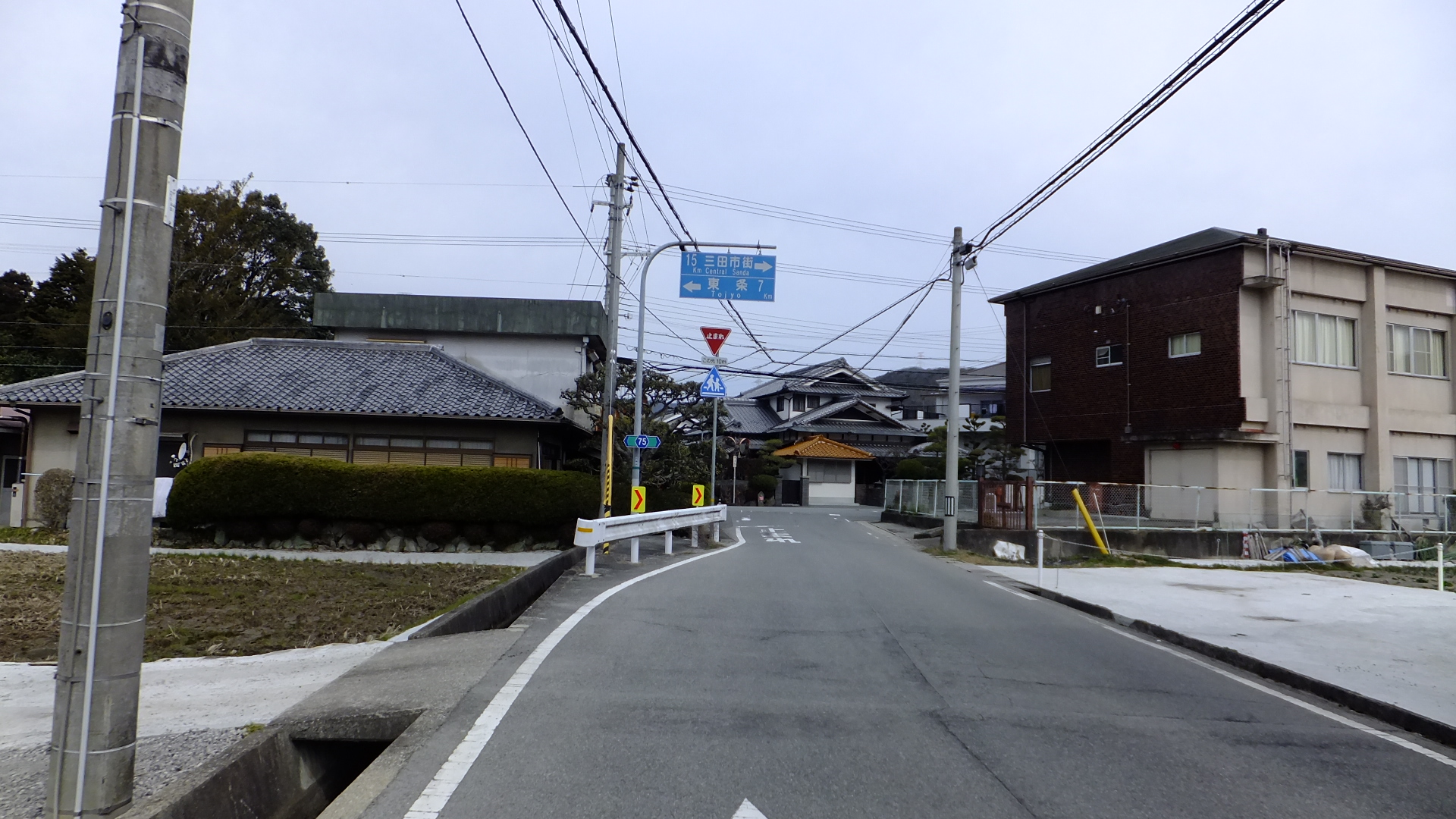
起点付近
兵庫県三田市大川瀬で撮影

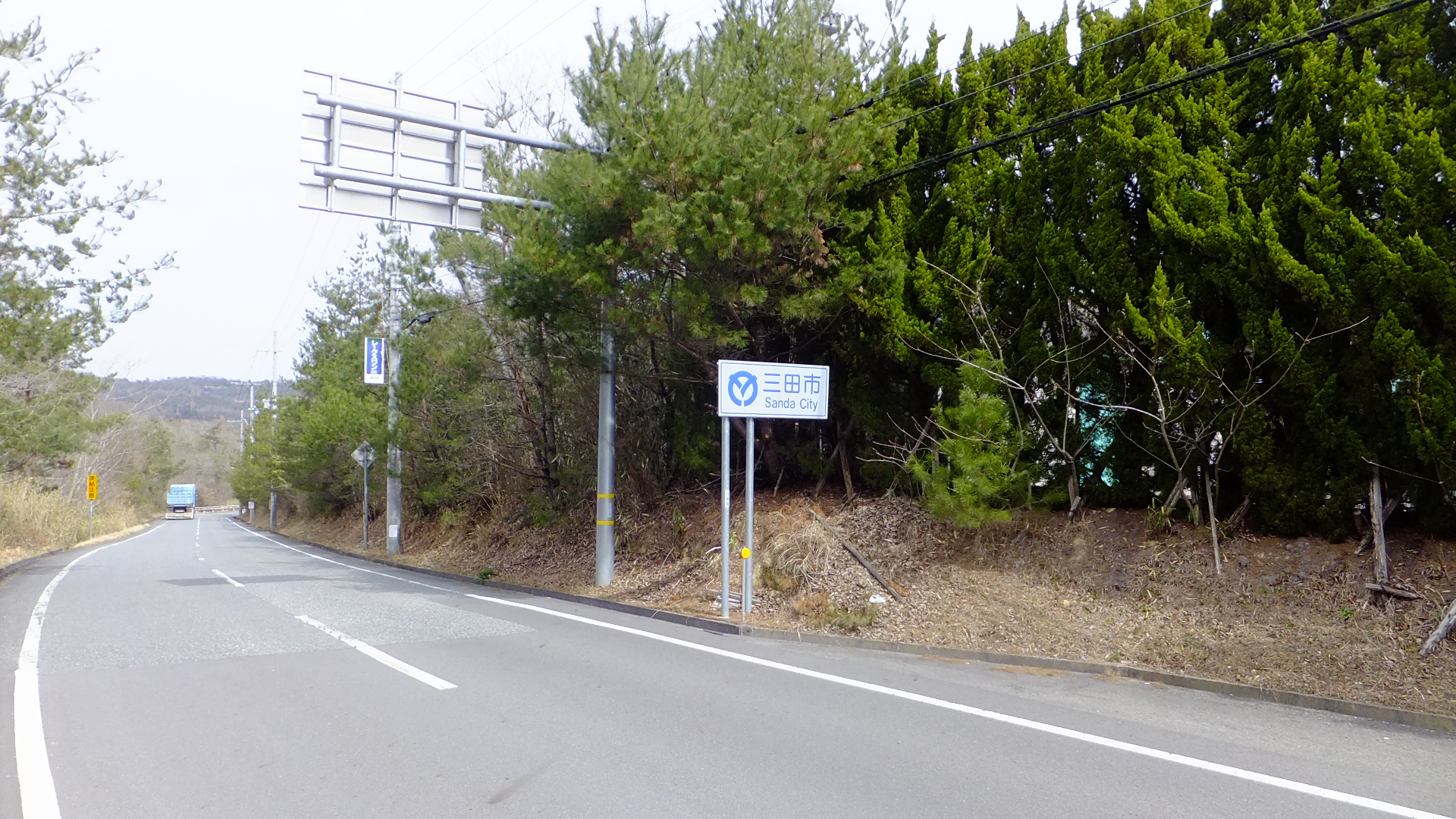
三田市・加東市の境目
兵庫県三田市大川瀬で撮影

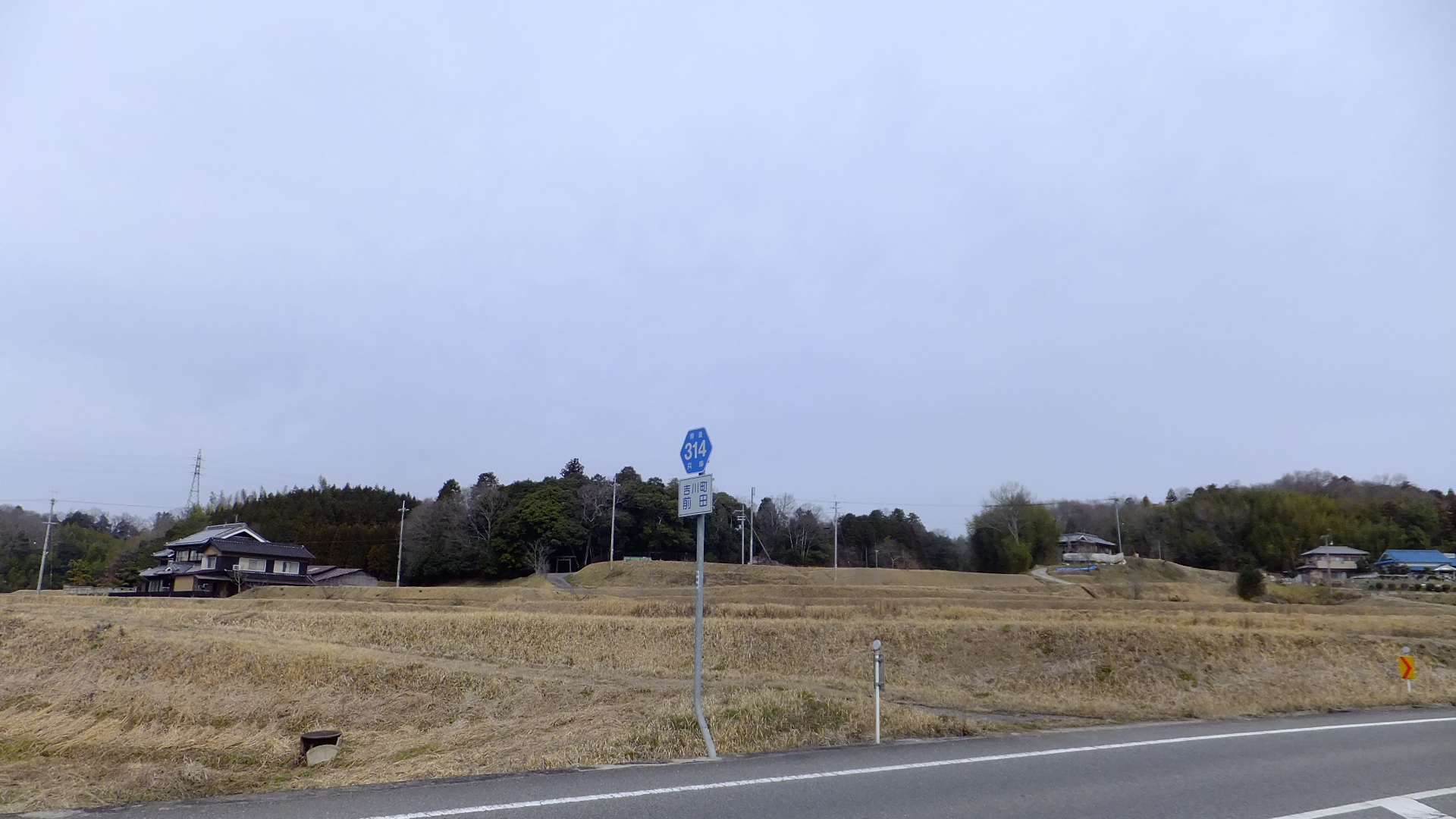
本道の標識
兵庫県三木市吉川町前田で撮影

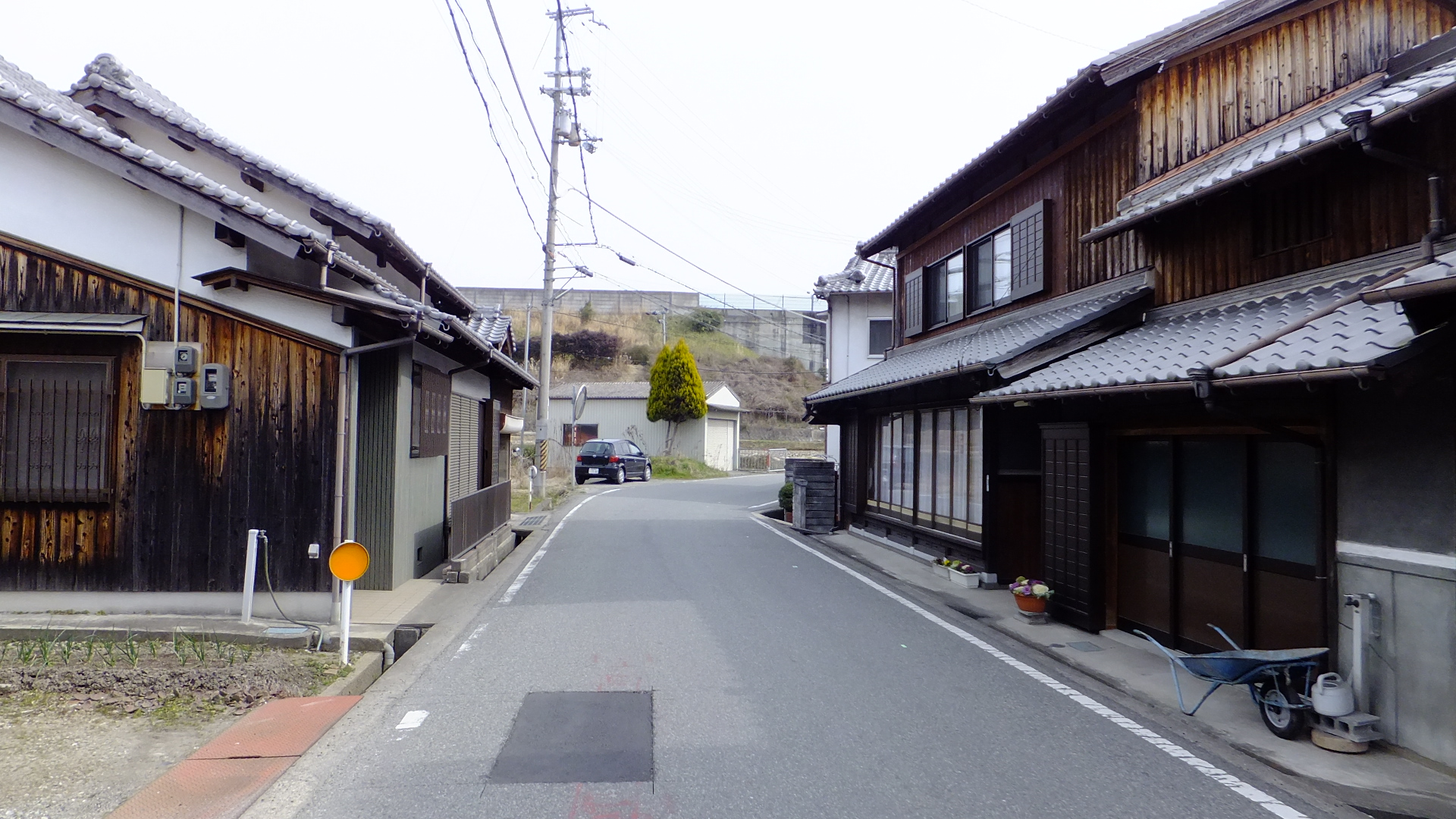
終点付近
兵庫県三木市吉川町古市で撮影

### 通過する自治体
- 三田市
- 加東市
- 三木市

### 交差する道路
| 交差する道路                         | 市町村名 | 交差する場所           | 交差する場所                |
| ------------------------------------ | -------- | ---------------------- | --------------------------- |
| 兵庫県道75号小野藍本線               | 三田市   | 大川瀬                 | 起点                        |
| 兵庫県道315号下相野森線 重複区間起点 | 加東市   | 少分谷（しょうぶだに） |                             |
| 兵庫県道315号下相野森線 重複区間終点 | 加東市   | 少分谷                 |                             |
| 兵庫県道316号広野永福線 重複区間起点 | 三木市   | 吉川町前田             | 上吉川小学校北交差点        |
| 兵庫県道316号広野永福線 重複区間終点 | 三木市   | 吉川町前田             | 前田交差点                  |
| 兵庫県道17号西脇三田線               | 三木市   | 吉川町古市             | 渡瀬バイパス西交差点 / 終点 |

### 沿線
- 三木市立上吉川小学校
- 三木警察署 前田駐在所
- キングスロードゴルフクラブ